# バスケットボール日本リーグ機構
バスケットボール日本リーグ機構（バスケットボールにほんリーグきこう、英語の名称 : "Japan Basketball League Organization", 略称 : JBL）は、国内トップクラスの実業団チームによって開催されるスーパーリーグ（1部）と日本リーグ（2部）を運営していた団体。会長は蒔苗昭三郎（現在はBリーグ・秋田ノーザンハピネッツ取締役相談役）。

## 歴史

### 設立
1967年に発足したバスケットボール日本リーグは、当初男女共同運営で日本バスケットボール協会が主催して開催されていた。
1995年、日本バスケットボールリーグ発足30周年を前に、将来のプロリーグ化を視野に入れた独立採算方式のリーグ戦のシステムを構築するため、主催統括団体としてバスケットボール日本リーグ機構が設立され、翌1996年に日本バスケットボール協会からバスケットボール日本リーグ機構に主催統括団体が変更された。
1998年、女子のリーグ戦はバスケットボール女子日本リーグ機構（現バスケットボール女子日本リーグ、略称WJBL 一般にはWリーグ）に移管し、男子によるリーグ戦のみとなった。
2000年、1部のリーグの2、3年後のプロ化を前提として、1・2部を「スーパーリーグ」と「日本リーグ」に名称を変更し、ホームタウン制を取り入れた地域密着型運営に着手した。田臥勇太のトヨタ自動車アルバルク入部によるスーパーリーグ参戦時にはマスコミも巻き込むほどの人気だった。ただし新潟アルビレックスなど一部チームを除けば、ホームタウン所在地とは関係ない地域の試合が多く、ホームタウン制は機能していない。

### プロリーグ派の脱退
さらにプロリーグ化が日本バスケットボール協会の主要役員や企業チームが反対して一向に進展しなかったため、2004年8月に新潟と所沢ブロンコス（現さいたまブロンコス）は、バスケットボール日本リーグ機構と日本バスケットボール協会を脱退して、独自にプロリーグ「日本プロバスケットボールリーグ（bjリーグ）」を結成するという構想を明らかにした。脱退は2005年4月により認められ、bjリーグは同年秋に初年度のシーズンが開幕した。

### 解散
2005年3月、バスケットボール日本リーグ機構は、スーパーリーグを2007年秋にプロリーグ化することを宣言したが、新加入の福岡レッドファルコンズ以外のスーパーリーグ所属企業チームや協会の主要役員はなおもプロ化に反対を続けた。
結局、協会主導のプロリーグ化は頓挫し、福岡を除くスーパーリーグ所属の7チームと新加盟チームレラカムイ北海道の計8チームでプロアマ混合リーグ「日本バスケットボールリーグ」が結成され、2007年秋に開幕することが決定した。
2007年5月17日、バスケットボール日本リーグ機構は日本バスケットボールリーグ設立委員会へ承継され解散した。

## JBLという略称
1995年に設立され2007年解散した、バスケットボール日本リーグ機構と、同年設立された日本バスケットボールリーグの略称は共にJBLであるが、異なる団体である。同例はサッカーのJFL（1992-98年まではジャパンフットボールリーグ、1999年以後は日本フットボールリーグ）もある。

## 参加チーム一覧
- JBLスーパーリーグ及びバスケットボール日本リーグを参照。